# Leandro Tomaz Perez
Leandro Tomaz Perez (født 29. juli 1979) er en tidligere brasiliansk fodboldspiller.
Han har spillet for flere forskellige klubber i sin karriere, herunder Mito HollyHock.